# Omatjenne-Damm
Der Omatjenne-Damm (englisch Omatjenne Dam) ist ein Staudamm in Namibia.
Der Damm liegt etwa 15 Kilometer westlich von Otjiwarongo. Er wird von der Namibia Water Corporation betrieben und staut den Omatjenne auf. Er hat ein Stauvolumen von  5,060 Millionen Kubikmeter und verfügt über keine Entnahmeeinrichtung. Er dient der Versickerung zum Auffüllen unterirdischer Wasservorkommen. Das Einzugsgebiet hat eine Größe von etwa 47 km².